# Linia kolejowa Langelsheim – Altenau
Linia kolejowa Langelsheim – Altenau – dawna jednotorowa i niezelektryfikowana linia kolejowa w kraju związkowym Dolna Saksonia, w Niemczech. Łączyła stacje Langelsheim przez Clausthal-Zellerfeld z Altenau.